# Fonte Boa e Rio Tinto
Fonte Boa e Rio Tinto (oficialmente: União das Freguesias de Fonte Boa e Rio Tinto) é uma freguesia portuguesa do município de Esposende com 10,38 km² de área e 1838 habitantes (censo de 2021). A sua densidade populacional é 177,1 hab./km².

## História
Foi constituída em 2013, no âmbito de uma reforma administrativa nacional, pela agregação das antigas freguesias de Fonte Boa e Rio Tinto e tem a sede em Fonte Boa.

## Demografia
A população registada nos censos foi:
| Ano  | 0-14 Anos | 15-24 Anos | 25-64 Anos | > 65 Anos |
| 2001 | 355       | 321        | 987        | 311       |
| 2011 | 305       | 236        | 1074       | 329       |
| 2021 | 235       | 216        | 965        | 422       |

À data da junção das freguesias, a população registada no censo anterior foi:
| Freguesia atual       | Freguesia atual  | Freguesia atual | Freguesias antigas | Freguesias antigas | Freguesias antigas |
| Freguesia             | População (2011) | Área (km²)      | Freguesia          | População (2011)   | Área (km²)         |
| --------------------- | ---------------- | --------------- | ------------------ | ------------------ | ------------------ |
| Fonte Boa e Rio Tinto | 1944             | 10,38           | Fonte Boa          | 1326               | 6,12               |
| Fonte Boa e Rio Tinto | 1944             | 10,38           | Rio Tinto          | 618                | 4,26               |